# Saunders-Roe Lerwick
Die Saunders-Roe (Saro) S. 36 Lerwick war ein britisches Hochdecker-Flugboot von 1938, das im Zweiten Weltkrieg eingesetzt wurde.
Die Lerwick ersetzte das veraltete Doppeldeckerflugboot Saunders-Roe London. Der Name leitete von der Stadt Lerwick auf den Shetlandinseln ab.
Entwickelt wurde die Lerwick für das RAF Coastal Command. Es sollte als Patrouillenflugzeug gegen feindliche U-Boote und als Begleitschutz für Schiffskonvois zusammen mit der Short Sunderland eingesetzt werden. Der Erstflug erfolgte im November 1938.
Das Flugzeug war eine Ganzmetall-Konstruktion und besaß zwei Bristol-Hercules-II-Motoren mit 1.375 PS. Der Lerwick hatte drei Waffentürme, einen in der Flugzeugnase, einen auf dem Rumpf und einen im Heck.
Das Flugzeug erwies sich als eine echte Fehlkonstruktion. Es war sowohl in Luft als auch beim Start instabil, dies führte zu mehreren Verlusten von Maschinen. Trotz mehrerer Überarbeitungen musste die Lerwick deshalb bereits 1941 aus dem Dienst gezogen werden. Viele wurden eingelagert und 1943 endgültig verschrottet.
Insgesamt wurden 21 Lerwicks gebaut.

## Einheiten mit Lerwicks
- No. 209 Squadron RAF: 1939–1941
- No. 4 (Coastal) OCU: 1941
- No. 422 Squadron RCAF, eine kanadische Einheit unter RAF-Kontrolle (Verwendung bis 1942)

## Technische Daten
| Kenngröße             | Daten Saunders-Roe (Saro) S. 36 Lerwick                                 |
| --------------------- | ----------------------------------------------------------------------- |
| Besatzung             | 6                                                                       |
| Länge                 | 19,4 m                                                                  |
| Spannweite            | 24,7 m                                                                  |
| Höhe                  | 6,1 m                                                                   |
| Flügelfläche          | 78,5 m²                                                                 |
| Flügelstreckung       | 7,8                                                                     |
| Leermasse             | k. A.                                                                   |
| Startmasse            | 12.880 kg                                                               |
| max. Startmasse       | 15.060 kg                                                               |
| Antrieb               | zwei Bristol Hercules II mit je 1.375 PS (1.030 kW)                     |
| Höchstgeschwindigkeit | 344 km/h in 1.900 m Höhe                                                |
| Dienstgipfelhöhe      | 4.270 m                                                                 |
| Reichweite            | 2.478 km                                                                |
| Bewaffnung            | sechs MGs Browning Model 1919, ein MG Vickers K (7,7 mm), 907 kg Bomben |